# 石原省三

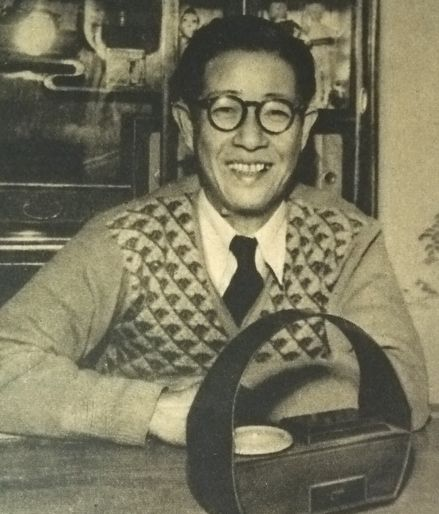
1955年

石原 省三（いしはら しょうぞう、1910年8月10日- 1993年7月19日）は、日本の元スピードスケート選手。満洲、安東県生まれ。
1932年のレークプラシッドオリンピックでは500m、1500m、5000m、10000mの4種目に出場したがいずれも予選で敗退した。
4年後の1936年ガルミッシュパルテンキルヒェンオリンピックでは500mで4位となった。
これは、1984年のサラエボオリンピックにて北沢欣浩が500mで銀メダルを獲得するまでオリンピックにおける日本スピードスケート史上最高位であった。また1500mでは19位だった。